# Nancray
Nancray är en kommun i departementet Doubs i regionen Bourgogne-Franche-Comté i östra Frankrike. Kommunen ligger i kantonen Roulans som tillhör arrondissementet Besançon. År 2022 hade Nancray 1 300 invånare.

## Befolkningsutveckling
Antalet invånare i kommunen Nancray
Referens:INSEE